# Exochomus quadripustulata
Exochomus quadripustulata is een keversoort uit de familie van de lieveheersbeestjes (Coccinellidae). De wetenschappelijke naam is gepubliceerd in 1758 door Linnaeus in de tiende editie van Systema naturae.